# مسلسل فدية
سأصبح عروستك (بالهندية: Banoo Main Teri Dulhann) وفي النسخة العربية يسمى فدية، هو مسلسل دراما هندية عرض على قناة زي تي في 14 أغسطس 2006 حتى 28 مايو 2009 م. المسلسل يتناول حياة امرأة (فدية) من قرية صغيرة، والتي تصل نيودلهي بعد الزواج من ساهر رجل الأعمال الثري.

## طاقم العمل
- ديفيانكا تريباثي :بدور فدية، زوجة ساهر
- شاراد مالهوترا :بدور ساهر براتاب سينغ، زوج فدية
- راجندرا غوبتا : بدور راجاف براتاب سينغ والد ساهر وسندورة ومروة وساندرا
- سوريندر كاور : بدور الزوجة الثانية لراجندرا و والدة ساهر
- كاميا بنجابي : بدور سندورة براتاب سينغ، الأخت الكبري الغير شقيقة لساهر
- راجيش بالواني : بدور أنيس الزوج السابق لسندورة ووالد بارات
- شيام شارما : بدور برات ابن سندورة و أنيس
- فيصل رضا خان : بدور كرتيك الزوج السابق لمروة
- بونيت فاسيشتا : بدور هارش الزوج السابق لساندرا